# San Martín Ajahuayo
San Martín Ajahuayo är en ort i Mexiko.   Den ligger i kommunen Huitzilac och delstaten Morelos, i den sydöstra delen av landet, 50 km söder om huvudstaden Mexico City. San Martín Ajahuayo ligger 2 312 meter över havet och antalet invånare är 101.
Terrängen runt San Martín Ajahuayo är varierad, och sluttar söderut. Runt San Martín Ajahuayo är det mycket tätbefolkat, med 1 463 invånare per kvadratkilometer. Närmaste större samhälle är Cuernavaca, 9,3 km söder om San Martín Ajahuayo. I omgivningarna runt San Martín Ajahuayo växer huvudsakligen savannskog.